# Top 12 2016 (Frauen)
Die Top 12 2016 war die 14. französische Mannschaftsmeisterschaft im Schach der Frauen.
Meister wurde Évry Grand Roque, während sich der Titelverteidiger Club de Bischwiller mit dem vierten Platz begnügen musste. Aus der Nationale I waren im Vorjahr der Club de Vandœuvre-Echecs, C.E. de Bois-Colombes, der Club de Poitiers-Migne Echecs und der Club de Cannes Echecs aufgestiegen. Während Vandœuvre und Cannes den Klassenerhalt erreichten, mussten Bois-Colombes und Poitiers-Migne zusammen mit La tour de Juvisy und dem Club de Clichy-Echecs-92 direkt wieder absteigen.
Zu den gemeldeten Mannschaftskadern siehe Mannschaftskader der Top 12 2016 (Frauen).

## Spieltermine
Die Vorrunde fand vom 5. bis 8. Mai 2016 in Mulhouse statt, die Finalrunde wurde am 25. und 26. Juni in Saint-Quentin ausgetragen.

## Modus
Die zwölf teilnehmenden Vereine spielen in zwei Vorrundengruppen mit je sechs Mannschaften ein einfaches Rundenturnier. Über die Platzierung entscheidet zunächst die Anzahl der Mannschaftspunkte (3 Punkte für einen Sieg, 2 Punkte für ein Unentschieden, 1 Punkt für eine Niederlage, 0 Punkte für eine kampflose Niederlage), danach die Differenz zwischen Gewinn- und Verlustpartien, anschließend der direkte Vergleich und letztendlich die Zahl der Gewinnpartien. Die beiden letzten der Vorrunden steigen in die Nationale I ab, während sich die beiden Erstplatzierten für die Finalrunde qualifizieren. Diese wird im k.-o.-System ausgetragen, wobei auch der dritte Platz ausgespielt wird.

## Vorrunde

### Groupe A
Während Poitiers-Migne vorzeitig als Absteiger feststand, fielen die übrigen Entscheidungen erst in der letzten Runde.

#### Endtabelle
| Pl. | Verein                            | Sp | G | U | V | MP | Brett-P. |
| --- | --------------------------------- | -- | - | - | - | -- | -------- |
| 01. | Club de Montpellier Echecs        | 5  | 4 | 0 | 1 | 13 | 13:4     |
| 02. | Club de Bischwiller (M)           | 5  | 4 | 0 | 1 | 13 | 11:5     |
| 03. | Club de Cannes Echecs (N)         | 5  | 3 | 0 | 2 | 11 | 9:8      |
| 04. | Club de Vandœuvre-Echecs (N)      | 5  | 2 | 1 | 2 | 10 | 8:8      |
| 05. | La tour de Juvisy                 | 5  | 1 | 1 | 3 | 8  | 8:8      |
| 06. | Club de Poitiers-Migne Echecs (N) | 5  | 0 | 0 | 5 | 5  | 2:18     |

#### Entscheidungen
|     | qualifiziert für das Halbfinale: Club de Montpellier Echecs, Club de Bischwiller |
|     | Absteiger in die Nationale I: La tour de Juvisy, Club de Poitiers-Migne Echecs   |
| (M) | Meister der letzten Saison                                                       |
| (N) | Aufsteiger der letzten Saison                                                    |

#### Kreuztabelle
| Ergebnisse | Ergebnisse                    | 01. | 02. | 03. | 04. | 05. | 06. |
| ---------- | ----------------------------- | --- | --- | --- | --- | --- | --- |
| 01.        | Club de Montpellier Echecs    |     | 0:3 | 3:0 | 3:0 | 3:1 | 4:0 |
| 02.        | Club de Bischwiller           | 3:0 |     | 1:2 | 2:1 | 2:1 | 3:1 |
| 03.        | Club de Cannes Echecs         | 0:3 | 2:1 |     | 1:3 | 2:1 | 4:0 |
| 04.        | Club de Vandœuvre-Echecs      | 0:3 | 1:2 | 3:1 |     | 1:1 | 3:1 |
| 05.        | La tour de Juvisy             | 1:3 | 1:2 | 1:2 | 1:1 |     | 4:0 |
| 06.        | Club de Poitiers-Migne Echecs | 0:4 | 1:3 | 0:4 | 1:3 | 0:4 |     |

### Groupe B
Während Évry vorzeitig für das Halbfinale qualifiziert war und Clichy schon nach vier Runden als Absteiger feststand, fielen die Entscheidungen über den jeweils zweiten Halbfinal- und Abstiegsplatz erst in der letzten Runde.

#### Endtabelle
| Pl. | Verein                        | Sp | G | U | V | MP | Brett-P. |
| --- | ----------------------------- | -- | - | - | - | -- | -------- |
| 01. | Évry Grand Roque              | 5  | 4 | 1 | 0 | 14 | 10:2     |
| 02. | Club de Mulhouse Philidor     | 5  | 2 | 3 | 0 | 12 | 9:6      |
| 03. | C.E.M.C. Monaco               | 5  | 2 | 2 | 1 | 11 | 9:7      |
| 04. | Cercle d’Echecs de Villepinte | 5  | 1 | 2 | 2 | 9  | 5:8      |
| 05. | C.E. de Bois-Colombes (N)     | 5  | 1 | 1 | 3 | 8  | 7:7      |
| 06. | Club de Clichy-Echecs-92      | 5  | 0 | 1 | 4 | 6  | 3:13     |

#### Entscheidungen
|     | qualifiziert für das Halbfinale: Évry Grand Roque, Club de Mulhouse Philidor  |
|     | Absteiger in die Nationale I: C.E. de Bois-Colombes, Club de Clichy-Echecs-92 |
| (N) | Aufsteiger der letzten Saison                                                 |

#### Kreuztabelle
| Ergebnisse | Ergebnisse                    | 01. | 02. | 03. | 04. | 05. | 06. |
| ---------- | ----------------------------- | --- | --- | --- | --- | --- | --- |
| 01.        | Évry Grand Roque              |     | 1:1 | 2:1 | 3:0 | 2:0 | 2:0 |
| 02.        | Club de Mulhouse Philidor     | 1:1 |     | 1:1 | 2:2 | 2:1 | 3:1 |
| 03.        | C.E.M.C. Monaco               | 1:2 | 1:1 |     | 2:1 | 2:2 | 3:1 |
| 04.        | Cercle d’Echecs de Villepinte | 0:3 | 2:2 | 1:2 |     | 1:0 | 1:1 |
| 05.        | C.E. de Bois-Colombes         | 0:2 | 1:2 | 2:2 | 0:1 |     | 4:0 |
| 06.        | Club de Clichy-Echecs-92      | 0:2 | 1:3 | 1:3 | 1:1 | 0:4 |     |

## Endrunde

### Übersicht
|  | Halbfinale                 | Halbfinale                |                            |   | Finale | Finale |
|  |                            |                           |                            |   |        |        |
|  | Évry Grand Roque           | 2                         |                            |   |        |        |
|  | Club de Bischwiller        | 1                         |                            |   |        |        |
|  |                            |                           |                            |   |        |        |
|  |                            |                           |                            |   |        |        |
|  | Évry Grand Roque           | 3                         |                            |   |        |        |
|  |                            | Club de Mulhouse Philidor | 1                          |   |        |        |
|  |                            |                           |                            |   |        |        |
|  | Spiel um Platz drei        |                           |                            |   |        |        |
|  |                            |                           | Club de Bischwiller        | 0 |        |        |
|  | Club de Montpellier Echecs | 2                         | Club de Montpellier Echecs | 3 |        |        |
|  | Club de Mulhouse Philidor  | 2                         |                            |   |        |        |

### Entscheidungen
|  | Französischer Mannschaftsmeister: Évry Grand Roque |

### Halbfinale
In beiden Wettkämpfen waren die Sieger der Vorrunden klar favorisiert. Während Évry sich knapp gegen Bischwiller durchsetzte, kam Montpellier gegen Mulhouse nicht über ein 2:2 hinaus. Damit entschied das Ergebnis am ersten Brett zugunsten von Mulhouse über den Finaleinzug.

### Finale und Spiel um Platz 3
Sowohl im Spiel um Platz 3 als auch im Finale setzte sich der Favorit klar durch.

## Die Meistermannschaft
| 1.            | Club de Bischwiller                                                    |
| Schachfiguren | Sabrina Vega Gutiérrez, Sophie Milliet, Anda Šafranska, Chloe Huisman. |